# ألكس أنغولو
ألكس أنغولو (بالإسبانية: Álex Angulo) هو ممثل إسباني، ولد في 12 أبريل 1953 في إيراندايو في إسبانيا، وتوفي في 20 يوليو 2014 في منطقة لا ريوخا في إسبانيا.

## أعمال

### أفلام
- (2006) متاهة بان[8]

## وصلات خارجية
- ألكس أنغولو على موقع IMDb (الإنجليزية)
- ألكس أنغولو على موقع ألو سيني (الفرنسية)
- ألكس أنغولو على موقع تيرنر كلاسيك موفيز (الإنجليزية)
- ألكس أنغولو على موقع أول موفي (الإنجليزية)
- ألكس أنغولو على موقع أول موفي (الإنجليزية)
- ألكس أنغولو على موقع قاعدة بيانات الأفلام السويدية (السويدية)
- ألكس أنغولو على موقع قاعدة بيانات الفيلم (الإنجليزية)
- ألكس أنغولو على موقع كينوبويسك (الروسية)